# 拉姆山 (奥地利)
47°25′19″N 13°02′28″E / 47.421861°N 13.041142°E

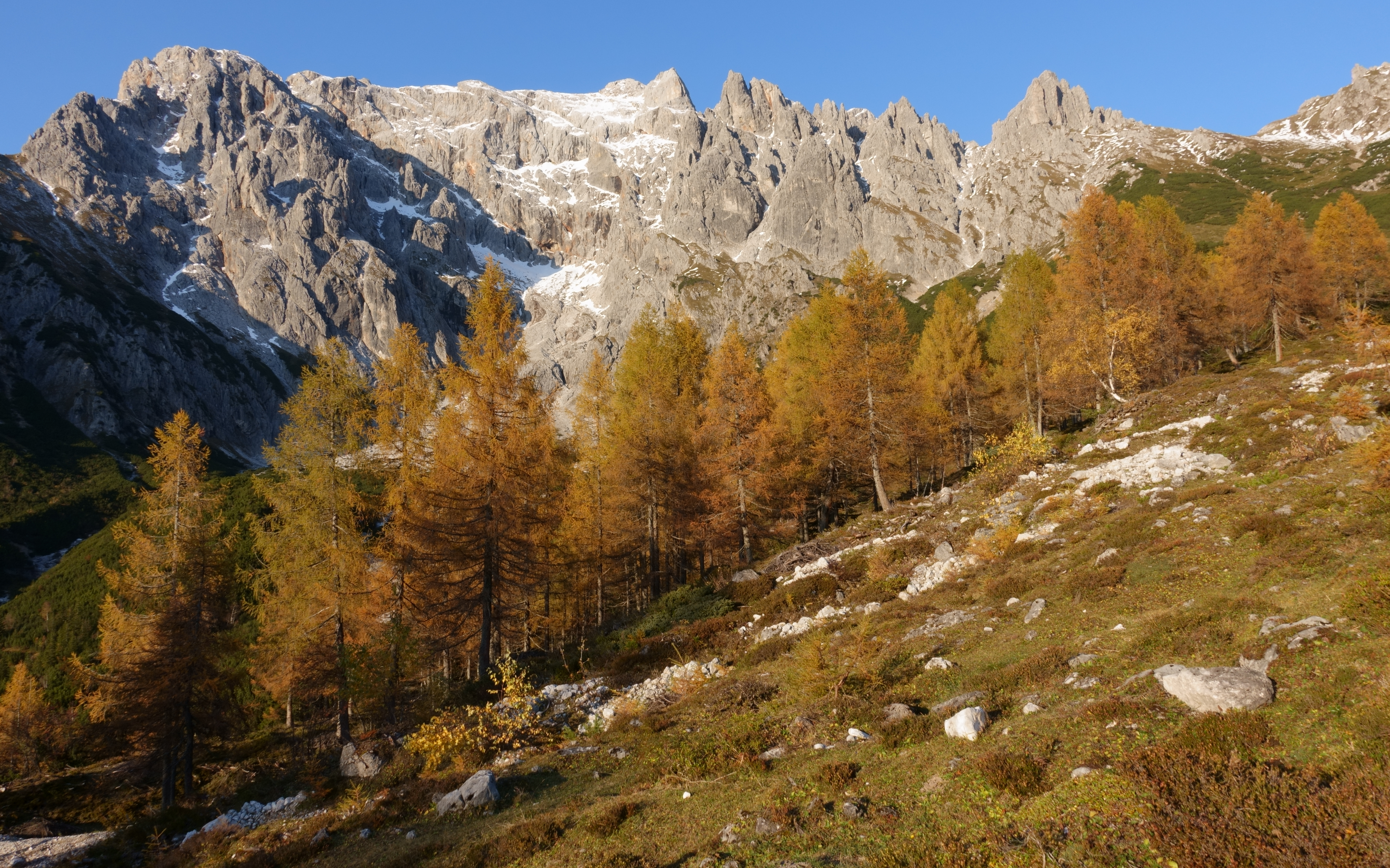

拉姆山（德語：Lamkopf），是奧地利的山峰，位於該國中部，由薩爾茨堡州負責管轄，屬於貝希特斯加登阿爾卑斯山脈的一部分，處於濱湖采爾縣，海拔高度2,846米。